# Coeloides pissodis
Coeloides pissodis är en stekelart som först beskrevs av William Harris Ashmead 1889.  Coeloides pissodis ingår i släktet Coeloides och familjen bracksteklar. Inga underarter finns listade i Catalogue of Life.